# Giovanny Ayala
Giovanny Enrique Murcia Ayala (Granada, Meta, Colombia, 2 de mayo de 1976) es un cantante y compositor colombiano. Ha realizado giras en Europa, México, y Estados Unidos, donde se ha presentado en el Madison Square Garden de Nueva York.

## Primeros años
Tiene varios hermanos, Vladimir, Eduardo y Juan Carlos. Pasó su niñez en Villavicencio, capital del Meta, allí estudió y aprendió a cantar música llanera. Cuando tenía cinco años, comenzó a usar el patio de su casa para interpretar canciones de su ídolo Reynaldo Armas.

## Carrera musical
En 2005, Ayala lanzó su primero álbum, El Catire Norteño. En 2008, Ayala lanzó su segundo álbum, Así es que se canta. El segundo álbum contiene la canción "De Rodillas Te Pido" ( tema del compositor mexicano: José "Pepe" Sosa Murguía ), por la que luego fue famoso. Ayala explicó su éxito de la canción como "porque creo en Dios".
En 2009, Ayala lanzó su álbum con la disquera Codiscos titulado El que se enamora pierde con la esperanza de atraer audiencias en Venezuela, México y Ecuador. En 2011, lanzó su álbum Sencillamente Popular con la misma disquera.
En 2015, Ayala realizó una gira por seis fechas en varios estados de Estados Unidos, entre las cuales estuvo incluida la ciudad de Los Ángeles donde hay una disquera reconocida, la Morena Clara. En el mismo año, esta disquera le ofreció un contrato que firmó. Con la Morena Clara, Ayala hizo un disco con Roberto Tapia.

## Vida personal
El 10 de septiembre de 2008, Ayala resultó herido tras enfrentarse a unos ladrones que intentaron robar en su apartamento en Villavicencio, Meta, Colombia. Las autoridades fueron alertadas y capturaron a los ladrones tras un enfrentamiento con armas de fuego.
En 2012, su hijo, Sebastián Ayala, lanzó la canción ”Lo intentamos” en Youtube.
En 2020, Ayala reveló que próximamente abrirá un motel en Guamal y Acacías en Meta, Colombia, en una de sus propiedades. Dijo que se llamará ‘De rodillas te pido’, en honor a su canción más exitosa.
En el 18 de agosto de 2023 su hijo Miguel participa en Yo me Llamo.
El 17 de enero de 2025 Sebastián Ayala participa en el mismo Yo me Llamo.

## Discografía

### Álbumes
- El catire norteño
- Así es que se canta
- El Que se Enamora Pierde
- Giovanny Ayala por siempre
- Historias de mi vida

## Premios y nominaciones

### Premios Nuestra Tierra
| Año  | Trabajo  | Categoría                | Resultado |
| ---- | -------- | ------------------------ | --------- |
| 2008 | Él Mismo | Mejor Artista Revelación | Ganador   |